# Harrijärvi (sjö i Enare, Lappland)
Harrijärvi är en sjö i kommunen Enare i landskapet Lappland i Finland. Sjön ligger 308 meter över havet. Arean är 35 hektar och strandlinjen är 8,51 kilometer lång. Sjön  ingår i Neidenälvens huvudavrinningsområde.   Den ligger omkring 380 kilometer norr om Rovaniemi och omkring 1100 kilometer norr om Helsingfors. 